# Gottfried Krause

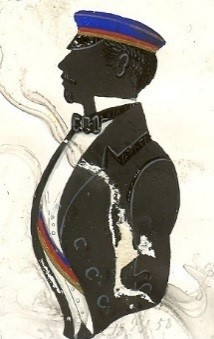
Gottfried Krause

Gottfried Krause (* 5. Juni 1838 in Kassel; † 21. Juli 1923 ebenda) war ein deutscher Arzt und Abgeordneter des Provinziallandtages der preußischen Provinz Hessen-Nassau.

## Leben
Gottfried Krause kam als Sohn des Steuerkontrolleurs Justus Krause und dessen Gemahlin Henriette geb. Hahn zur Welt. Er studierte an der Philipps-Universität Marburg Medizin und wurde am 1. Februar 1858 im Corps Teutonia zu Marburg recipiert. Er zeichnete sich als Fuchsmajor, Consenior und Senior aus. 1862 wurde er in Marburg zum Dr. med. promoviert. Nachdem er 1863 das Staatsexamen bestanden hatte, war er drei Jahre Assistenzarzt in Marburg. Er nahm am Deutsch-Dänischen Krieg und am Deutschen Krieg teil. Nachdem ihm die Zulassung als Arzt, Geburtshelfer und Wundarzt erster Klasse erteilt worden war, ließ er sich 1866 als praktischer Arzt in Kassel nieder. 1869 wurde er zum Kreiswundarzt in Kassel ernannt. Im Deutsch-Französischen Krieg war er wieder Militärarzt. 1878 wurde er als Medizinalrat in Kassels Provinzial-Medizinalkollegium berufen. 1893 erhielt er den (ehrenvollen) Charakter Geheimer Medizinalrat. Von 1907 bis 1916 hatte er ein Mandat für den Kurhessischen Kommunallandtag des Regierungsbezirks Kassel, aus dessen Mitte er zum Abgeordneten des Provinziallandtages der Provinz Hessen-Nassau bestimmt wurde. Verheiratet war er seit 1867 mit Anna Bromm aus Bockenheim. Aus der Ehe gingen die Söhne Karl Krause und Victor Krause hervor.